# Boršov (hrad, okres Svitavy)
Boršov (též Hřebeč) je zaniklý hrad západně od stejnojmenné vesnice u Moravské Třebové v okrese Svitavy. Založen byl ve druhé polovině 13. století a již v dalším století zanikl. Dochovaly se z něj pouze terénní relikty, které jsou chráněny jako kulturní památka ČR.

## Historie
Hrad v sedmdesátých letech 13. století založil Boreš z Rýzmburka jako jedno z kolonizačních center při osidlování krajiny. Stavbu dokončil Bedřich ze Šumburka, který se stal poručníkem nezletilých Borešových synů. Posádky jím ovládaných hradů, ke kterým patřilo také Třebovské hradisko, loupily v okolí, a proto proti nim v letech 1285–1286 vytáhlo královské vojsko vedené Závišem z Falkenštejna a dobylo je. Podle archeologických nálezů byl hrad sice obnoven, ale zanikl již v průběhu 14. století.

## Stavební podoba
Nachází se na malé výspě Hřebečovského hřbetu nad Moravskotřebovskou kotlinou. Jednodílný hrad patřil svou dispozicí mezi hrady bergfritového typu. Hradní jádro bylo od zbytku hřebene odděleno dvojicí příkopů. První příkop dosahuje šířky až 9,5 metru a je částečně zasypaný. Za ním se nachází mohutný val se sedm metrů širokou korunou, za kterým následuje druhý příkop šestnáct metrů široký a čtyři metry hluboký. V trojúhelníkovém hradním jádře se nedochovaly žádné stopy zdiva. Archeologicky je doložena existence bergfritu, který stál na čelní straně v západním nároží.

## Přístup
Kolem volně přístupných pozůstatků hradu vede naučná stezka Boršovský les.